# Franz Coenen
Franz Coenen (* 6. August 1885 in Aachen; † 13. Oktober 1939 in Moitzfeld) war ein deutscher römisch-katholischer Geistlicher und Märtyrer.

## Leben
Franz Coenen wurde am 6. März 1909 in Köln zum Priester geweiht. Die Stationen seines Wirkens waren: Essen-Katernberg, Herzogenrath (1910), Eupen (1916), St. Peter (Köln) (1918), Beggendorf (1925) und Stetternich (1932).
In Stetternich bei Jülich kam er in Opposition zu den Nationalsozialisten. Am 29. Juli 1934 wurde er von der Gestapo verwarnt; am 17. März 1935 wurde ihm verboten, weiter Religionsunterricht zu erteilen; im Mai 1935 wurde er zu einer Geldstrafe verurteilt. Weiteren Verwarnungen und Verfahren entging er durch das Straffreiheitsgesetz vom 30. April 1938 (Großdeutschlandamnestie). Am 29. Oktober 1938 erhielt er ein Aufenthaltsverbot für den Regierungsbezirk Aachen. Er ging über Köln nach Moitzfeld (heute Ortsteil von Bergisch Gladbach).
Am 12. Juni 1939 wurde er vom Sondergericht Köln auf der Basis des Heimtückegesetzes zu zwei Jahren Gefängnis verurteilt. Zwar brauchte er die Strafe nicht anzutreten, da sie durch Führererlass vom 9. September erlosch, er war aber inzwischen nervlich derart angegriffen, dass er am 13. Oktober 1939 nach der Messfeier im Alter von 54 Jahren starb.

## Gedenken
Die Römisch-katholische Kirche in Deutschland hat Franz Coenen als Märtyrer aus der Zeit des Nationalsozialismus in das deutsche Martyrologium des 20. Jahrhunderts aufgenommen. In Moitzfeld (1962) und Stetternich (1996) wurden Straßen nach ihm benannt.